# Cècul
Segons la mitologia romana, Cècul (en llatí: Caeculus) va ser un heroi fill de Vulcà i de Preneste.
La seua mare el va abandonar vora el fogar d'un temple, on el van trobar unes donzelles. Aquestes el van portar a la família de la mare, que el va adoptar sense saber-ne l'origen. De gran, va fundar una ciutat al Laci anomenada Preneste. Tenia el poder de passar a través del foc sense cremar-se.
Una mica diferent és el relat que dona Servi de la seva història, que diu que a la regió de Preneste hi vivien dos germans pastors, els depidis (que representarien els lars i els penats). Tenien una germana que va quedar prenyada per una espurna que havia saltat d'un foc davant el qual s'havia assegut, i que va donar a llum a un fill (Cècul), al qual va abandonar prop del temple de Júpiter. Unes noies que anaven a cercar aigua a una font que hi havia a la vora el van trobar al costat d'un foc encès, i el van portar als dos depidis, que el van criar. Li van posar Cècul de nom perquè quan el van trobar tenia els ulls irritats pel fum del foc i semblava cec (caecus, en llatí, significa 'cec').
Aquest noi va créixer i es va dedicar al bandidatge juntament amb altres camarades, i de més gran, tots junts van fundar la ciutat de Preneste. Per la festa de la inauguració de la ciutat va convidar els veïns que hi havien acudit, a instal·lar-s'hi i per persuadir-los va demanar al seu pare Vulcà un prodigi. Aquest va enviar unes flames que van encerclar la multitud, i que es van apagar a una ordre de Cècul. Aquest miracle va suposar bona fortuna per la ciutat, perquè hi van anar molts habitants a establir-s'hi, contents de la protecció de Vulcà i del seu fill. La Gens Cecília es considerava descendent de Cècul.
La llegenda d'aquest heroi recorda a la de Servi Tul·li en relació amb Roma, que va ser coronat amb un núvol de foc.